# Complotto di Latréaumont
Il complotto di Latréaumont, dal nome del principale istigatore della congiura, fu un complotto che venne smascherato nel 1674 in Francia e fu diretto direttamente contro Luigi XIV di Francia. Esso fu il solo complotto contro lo stato tramato durante il regno del Re Sole nonché uno dei rari tentativi di instaurare una repubblica prima della Rivoluzione francese. Ispirato da Gilles Duhamel de Latréaumont, il complotto venne scoperto e i suoi membri furono condannati a morte dopo un processo.

## Storia

### Le origini della cospirazione

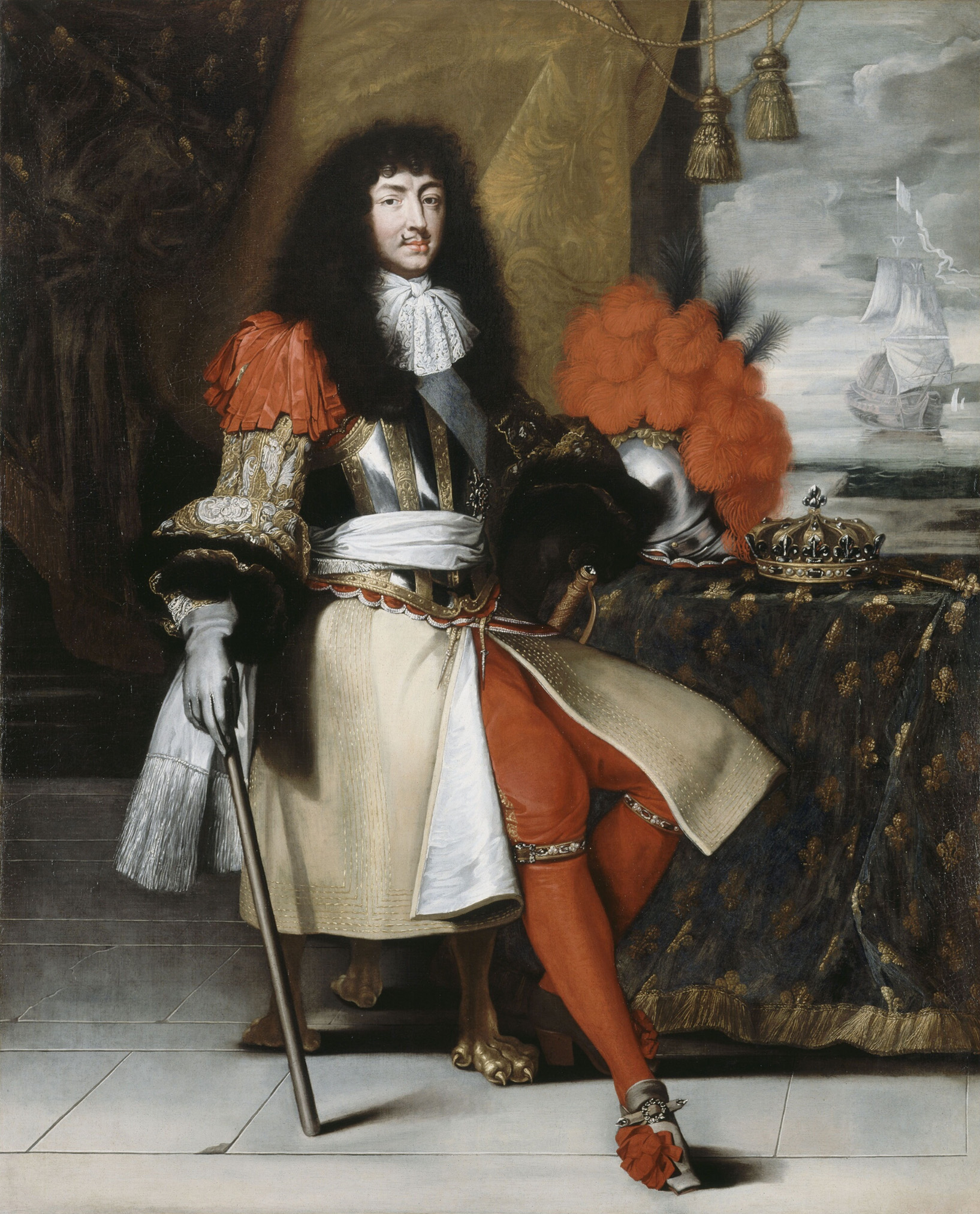
Luigi XIV nel 1670 (ritratto di Claude Lefèbvre).

Nel 1659, la Rivolta dei calzolai andò ad esprimere tutte le lamentele popolari per le iniziative del cardinale Mazzarino, oltre che per limitare le spese generate dalla Guerra franco-spagnola e dalla Fronda. Questa rivolta, anche se prevalentemente contadina, aveva tuttavia nelle sue file anche alcuni nobili, tra cui marchese de Bonnesson, uno dei leader che sarà decapitato nel dicembre 1659.
Un altro nobile, Latréaumont, cercò di sollevare una parte della Normandia, offrendo ai contadini locali di porsi sotto il comando del conte d'Harcourt. Latréaumont già nel 1657 aveva tentato una rivolta simile, offrendo quella volta di porsi sotto il comando del maresciallo Hocquincourt, poi passando al servizio della Spagna e quindi al servizio della Spagna come capo degli insorti.
Dopo la soppressione di questa rivolta, Latréaumont era stato esiliato ed era alla ricerca di un'ulteriore opportunità per opporsi al governo reale. Trasferitosi ad Amsterdam dove incontrò il conte di Guiche, un altro esiliato per volontà di Luigi XIV. I due uomini si incontrarono perché entrambi avevano preso a frequentare il corso di filosofia di Franciscus Van den Enden detto Affinius, che fu professore di Baruch Spinoza. Non credendo in Dio, Affinius predicava un pensiero egualitario, concentrandosi sulla formazione delle masse, al fine di non spingerli a non gettarsi a piene mani in braccio all'élite della società.
Nel 1671 Affinus si spostò a Parigi dove invitò tra i suoi ex studenti anche Guiche e Latréaumont che erano ritornati dall'esilio. Egli fondò una scuola nel quartiere di Picpus che disponeva anche di una pensione per gli alunni che la frequentavano.
Nel 1672, Luigi XIV dichiarò guerra alla Repubblica delle Province Unite con diversi obbiettivi:
- La conquista dei Paesi Bassi spagnoli che il re di Francia considerava maturati in diritto dalla dote di sua moglie Maria Teresa d'Austria (la conquista era già iniziata dalla Guerra di devoluzione);
- Realizzare un grande successo per il re così da eclissare il mito di scomodi generali francesi come il Gran Condé o Turenne
- Punire una repubblica che si dichiarava protestante, rifugio di molti oppositori politici del governo francese

### Il complotto
Latréaumont interessò alla sua causa diversi nobili francesi tra cui spiccavano:
- Suo nipote, il cavaliere Guillame de Preaulx (o Preau);[2]
- La sua amante, la marchesa Louise de Villars (in realtà Villers-Bordeville);[3]
- Louis de Rohan[4] detto "il cavaliere di Rohan", compagno d'infanzia di Luigi XIV di Francia, ora caduto in disgrazia ma ancora ricevuto a corte a Versailles.

Rohan, Gran cacciatore di Francia a 20 anni, poi colonnello del guardie del re, venne costretto a dimettersi dal proprio ruolo per aver avuto un ruolo rilevante nella fuga coniugale di Ortensia Mancini. Questa storia, lo aveva portato poi a tentare di sedurre Madame de Montespan, l'amante del re, motivo per cui il sovrano lo aveva completamente emarginato. Inoltre egli era fortemente indebitato.
Latréaumont riuscito ad interessare alla congiura anche alcuni nobili normanni (compresi i conti di Flers e Créqui). Pur non essendo stati direttamente coinvolti nei piani cospiratori, vennero chiamati a far parte del gruppo anche il cardinale de Retz, il duca di Bouillon, il conte di Matignon e il marchese de Beuvron che però decisero di non aderire.
Come quella dei calzolai, anche la preparazione di questa rivolta era stata predisposta per motivazioni essenzialmente economiche dello stato: lo stato aveva infatti costretto i nobili che desideravano vendere legna di loro produzione a pagare due tasse. La cospirazione ottenne anche il formale assenso delle Province Unite e degli spagnoli ed in particolare del conte di Monterrey, governatore dei Paesi Bassi spagnoli.
Il piano che stava emergendo a poco a poco era ormai chiaro: sollevare la Normandia, stabilire una repubblica (la redazione della costituzione sarebbe stata affidata ad Affinius) e catturare il Delfino mentre questi si trovava a caccia in Normandia. Il patto proposto da Latréaumont al conte di Monterrey comprendeva diversi requisiti, tra cui armi, uomini e denaro che gli spagnoli avrebbero affidato alle città di Quillebeuf, Abbeville, Le Havre o Honfleur e Dieppe. Latréaumont contava inoltre di spingersi sino a Versailles e di saccheggiare il castello. Per confermare il supporto spagnolo, che sarebbe stato essenziale per la riuscita delle operazioni, Van den Enden venne inviato da Monterrey a Bruxelles partendo il 31 agosto e giungendo in città il 6 settembre successivo. Monterrey, pur avendo poca fiducia nei sostenitori della cospirazione, confermò il suo interesse e il sostegno alle operazioni.
Jean Charles du Cauze di Nazelle, moschettiere del re senza lavoro e residente presso la scuola di Affinius, assistette alle regolari visite del cavaliere di Rohan e questo fatto lo insospettì a tal punto che, quando seppe della partenza di Van den Enden alla volta di Bruxelles, decise di incontrare il ministro Louvois per avvertirlo dei misteriosi incontri che avvenivano alla pensione dove risiedeva.
Luigi XIV, venuto a conoscenza dei fatti, fece subito arrestare i cospiratori l'11 settembre dal tenente di polizia Gabriel Nicolas de La Regnie. Rohan venne fermato direttamente a Versailles, al termine della messa quotidiana del re, da Henri-Albert de Cosse Brissac, un'importante guardia personale del re. Latréaumont venne sorpreso a Rouen nella sua stanza presso l'hôtel des Uniques. Durante l'operazione, Brissac stesso rimase ferito e morì poco dopo. Van den Enden, in missione a Bruxelles, tornò in patria il 17 settembre e non appena seppe quanto era successo cercò di fuggire ma fu catturato dall'esercito.

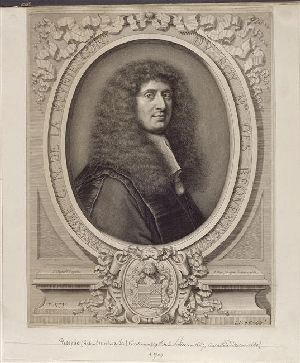
Il tenente generale de La Reynie
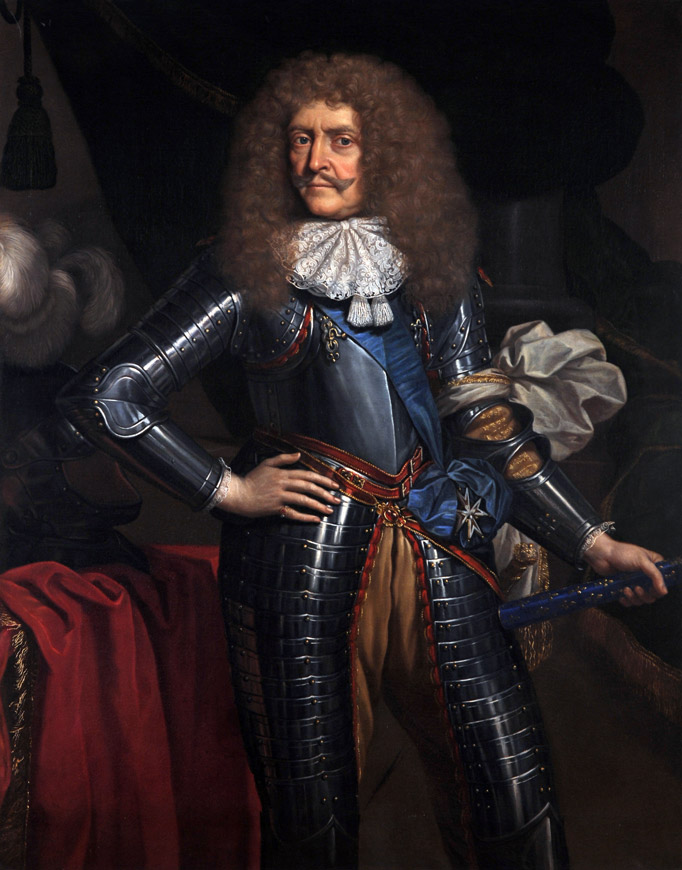
Il conte di Guiche
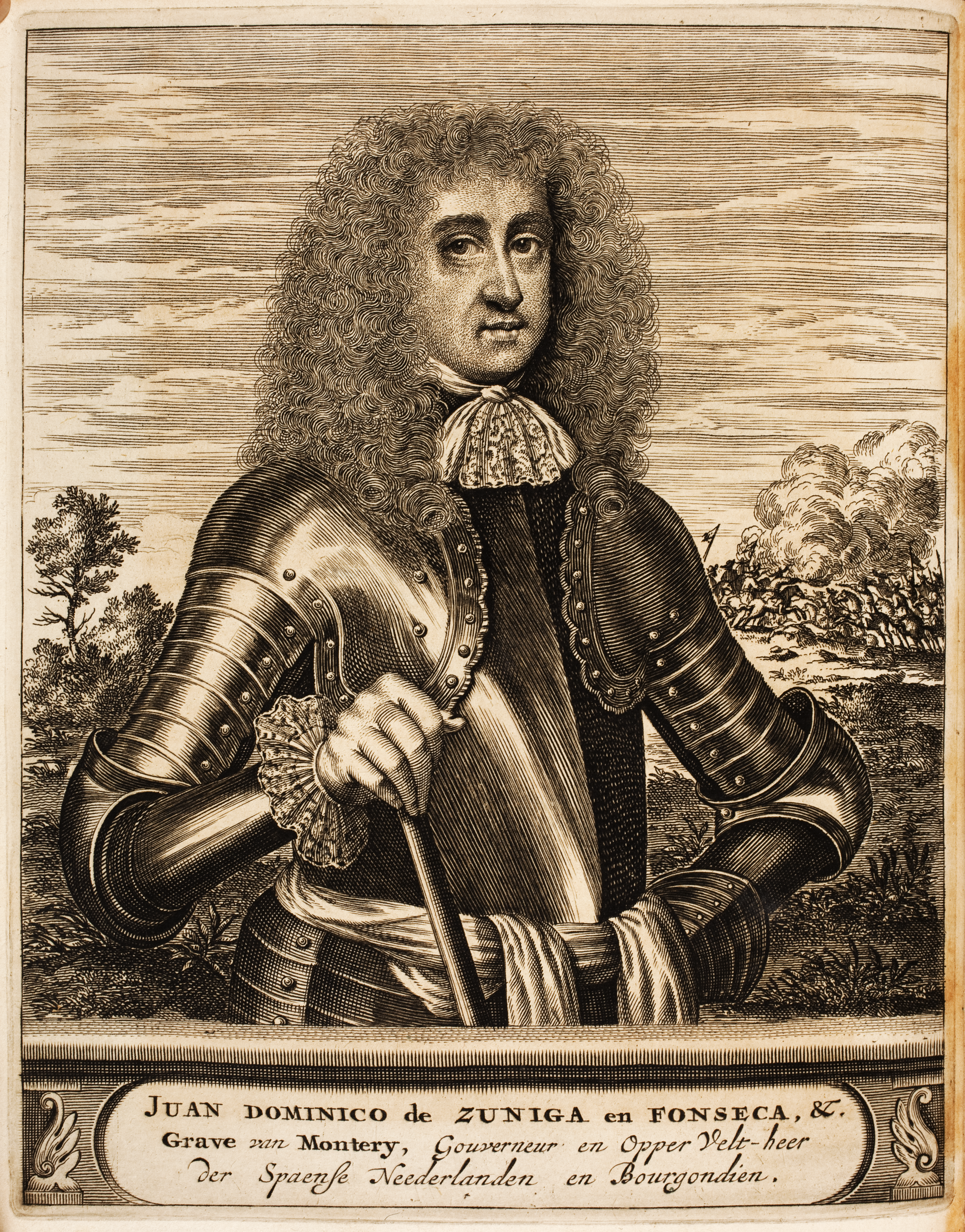
Il governatore conte di Monterrey
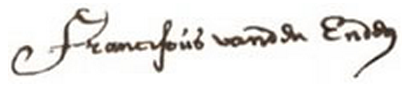
Firma di Van den Enden

### Il destino dei congiurati

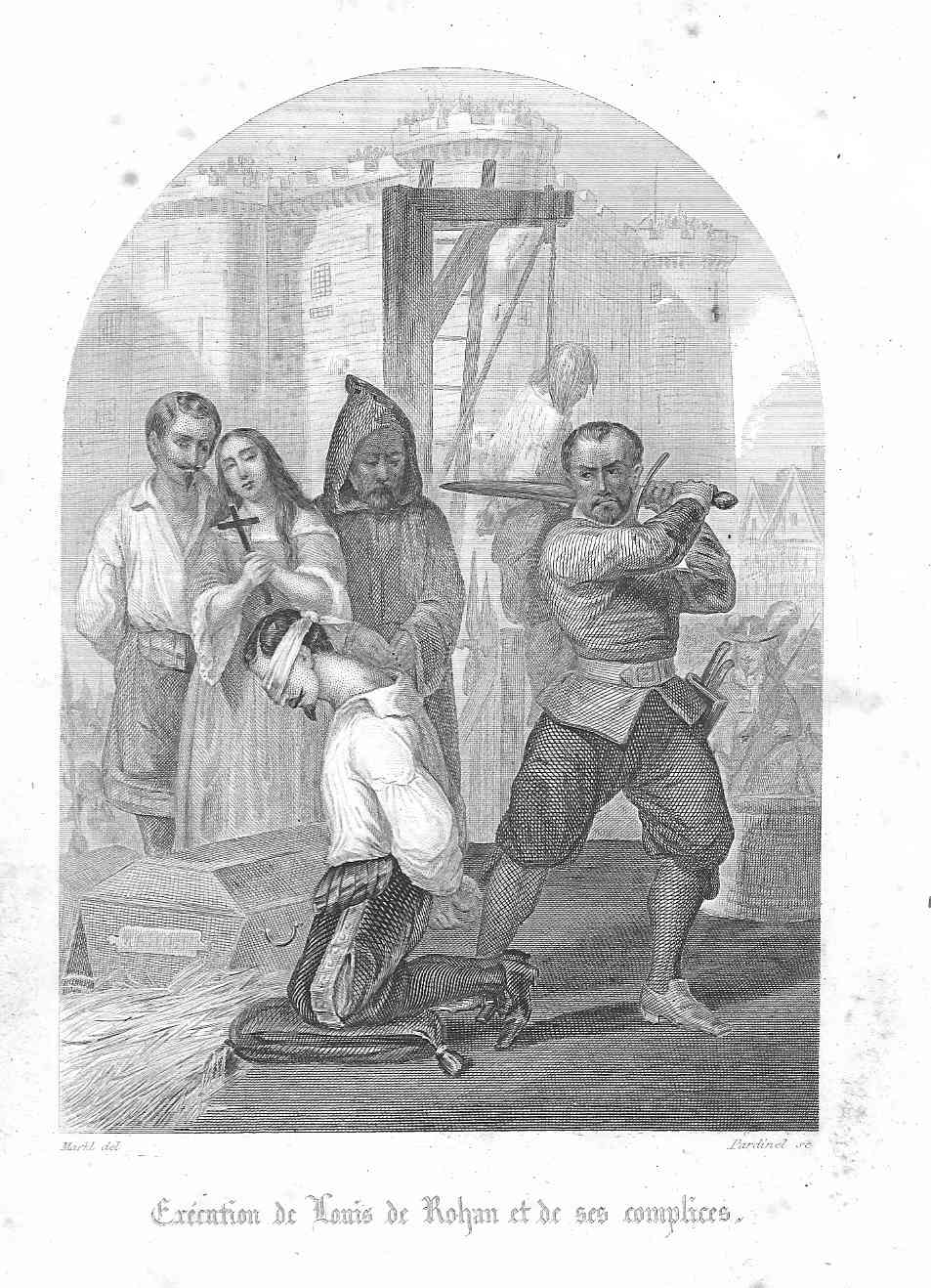
Esecuzione di Louis de Rohan

Imprigionati alla Bastiglia, tutti i congiurati (ad eccezione di Rohan per via del suo rango) vennero sottoposti ad interrogatorio e tutti vennero alla fine condannati per il crimine di lesa maestà. Il 27 novembre 1674, davanti all'entrata della prigione di rue Saint-Antoine, vennero tutti giustiziati: i nobili vennero decapitati mentre i borghesi (come Van den Enden) vennero impiccati.
I beni di Rohan vennero confiscati e poi restituiti alla duchessa di Montbazon, seconda moglie di suo nonno Hercule de Rohan-Montbazon.
Gli scritti dei congiurati, compresa la nota della futura costituzione repubblicana, furono bruciati pubblicamente il 7 dicembre 1674 in place de la Bastille, come parte di un rito di autodafé ordinato da coloro che istituirono il processo.
La Bibliothèque nationale de France conserva oggi le minute del processo.